# Benjamin Dambielle
Pour les articles homonymes, voir Dambielle.

a Compétitions nationales et continentales officielles uniquement.

b Matchs officiels uniquement.
Dernière mise à jour le 2 mars 2023.
Benjamin Dambielle, né le 15 juillet 1985 à Auch, est un joueur français de rugby à XV évoluant au poste d'arrière ou de demi d'ouverture (1,83 m pour 89 kg).

## Carrière

### En club

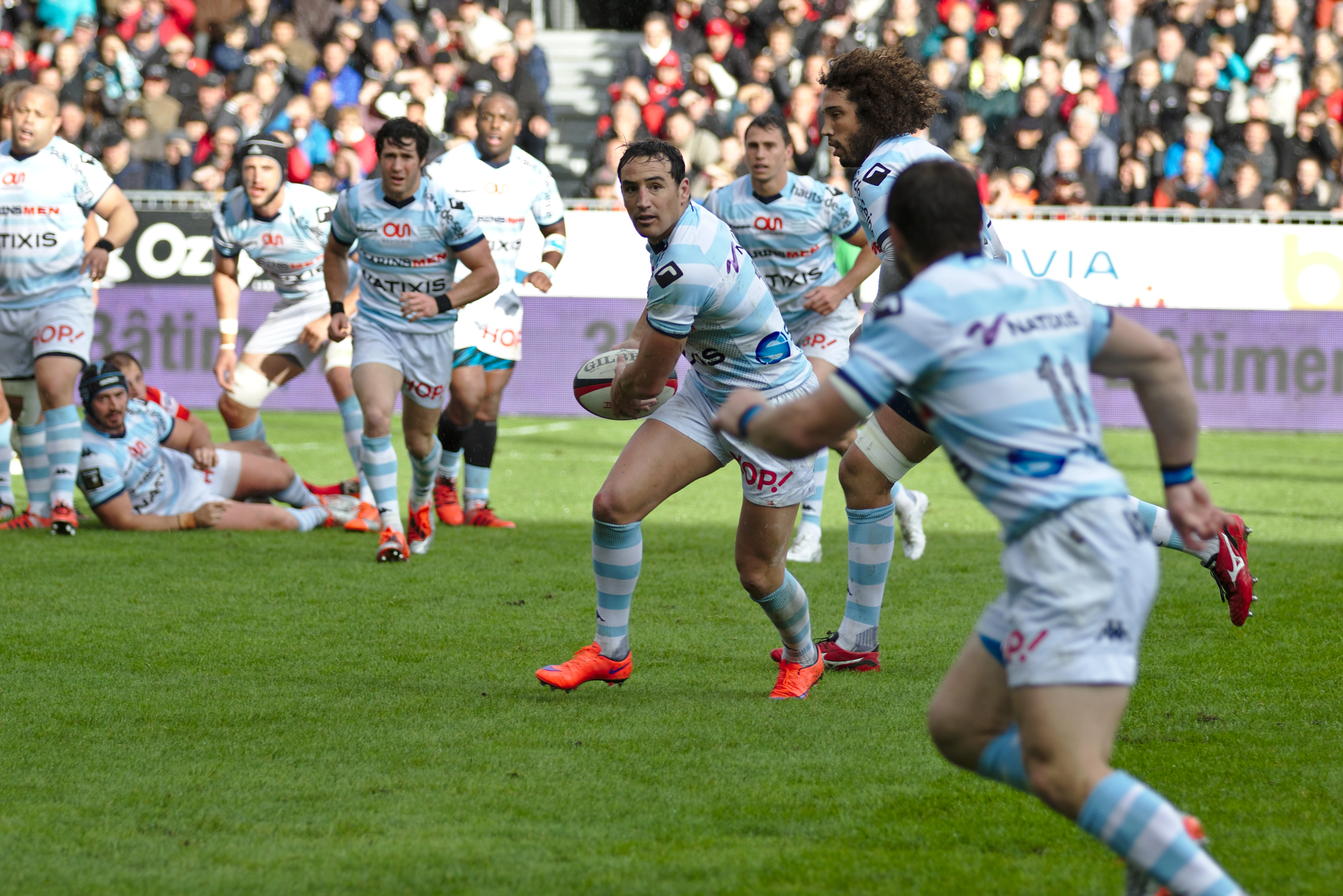
Benjamin Dambielle, en position d'ouvreur, avec le Racing 92 en 2015.

Né dans une famille où le rugby se transmet de père en fils, il perpétue la tradition : après son grand-père, Henri Dambielle, joueur et premier capitaine du Lombez-Samatan Club, et son père, Philippe, joueur au Lombez-Samatan club puis au FC Auch Gers, il devient à son tour rugbyman avec son frère aîné Jean-Baptiste. Il dispute son premier match en équipe première à 18 ans en Pro D2 contre Oyonnax.  
En 2004, il signe à Biarritz et du fait de son jeune âge, son entraîneur (Patrice Lagisquet), préfère le faire jouer à l'arrière. Régulièrement dans le groupe (mais le plus souvent remplaçant), il a évolué à tous les postes des lignes arrière. Il quitte Biarritz après trois saisons et deux titres de champion de France, pour s'engager avec Brive afin de jouer à son véritable poste d'ouvreur. Il y passera une saison et avant de s'engager au Stade rochelais en 2008. Le 14 juin 2012, il signe au Racing-Métro 92.
Il prend sa retraite sportive en 2012, après six saisons au Racing.

### En sélection
- International -18 ans : 1 sélection en 2002-2003 (Écosse, 1 drop-goal, 1 pénalité).

- International -19 ans : 6 sélections en 2003-2004.
  - Tournoi des six nations : 3 sélections (Angleterre, au poste de trois-quarts centre, Écosse, au poste d'ouvreur, 1 transformation, Pays de Galles, au poste de trois-quarts centre).
  - Championnat du monde en Afrique du Sud : 3 sélections (Écosse, au poste de trois-quarts centre, Afrique du Sud, au poste de trois-quarts centre, Nouvelle-Zélande, au poste d'ouvreur).

- International -21 ans : 6 sélections en 2004-2005.
  - Tournoi des six nations : 5 sélections (Écosse, au poste d'arrière, Angleterre, au poste d'arrière, Pays de Galles, au poste d'ouvreur, 3 pénalités, une transformation, 1 drop-goal, Irlande, au poste d'arrière, 1 essai, Italie, au poste de trois-quarts centre).
  - Championnat du monde en Argentine : 1 sélection (Nouvelle-Zélande, au poste d'arrière).

(Il est arrivé en Argentine pour le dernier match, après avoir été retenu par Biarritz pour les phases finales du championnat).

## Palmarès

### En club

#### Avec le FC Auch
- Championnat de France de Pro D2 :
  - Champion (1) : 2004

#### Avec le Biarritz olympique
- Championnat de France de Top 14 :
  - Champion (2) : 2005 et 2006

#### Avec le Racing Metro 92
- Championnat de France de Top 14 :
  - Champion (1) : 2016 avec le Racing 92

### En sélection
- Vice-champion du monde des -19 ans 2004 face à la Nouvelle-Zélande.